# Helen Pickett
Helen Pickett es una coreógrafa estadounidense de cine y teatro, descrita como “una de las pocas mujeres prominentes en el ballet  hoy en día”.

## Primeros años y educación
Pickett creció en San Francisco (California). Su madre es una periodoncista y jubilada, y su padre es escritor. Empezó a practicar ballet con ocho años, recibiendo formación de baile en la Escuela de Ballet de California, la Sociedad de Ballet de San Diego, y la Escuela de Ballet de San Francisco. Pickett acudió al Instituto Lowell en San Francisco y consiguió un Máster en Danza y Bellas artes por la  Universidad Hollins en 2011.

## Trayectoria artística

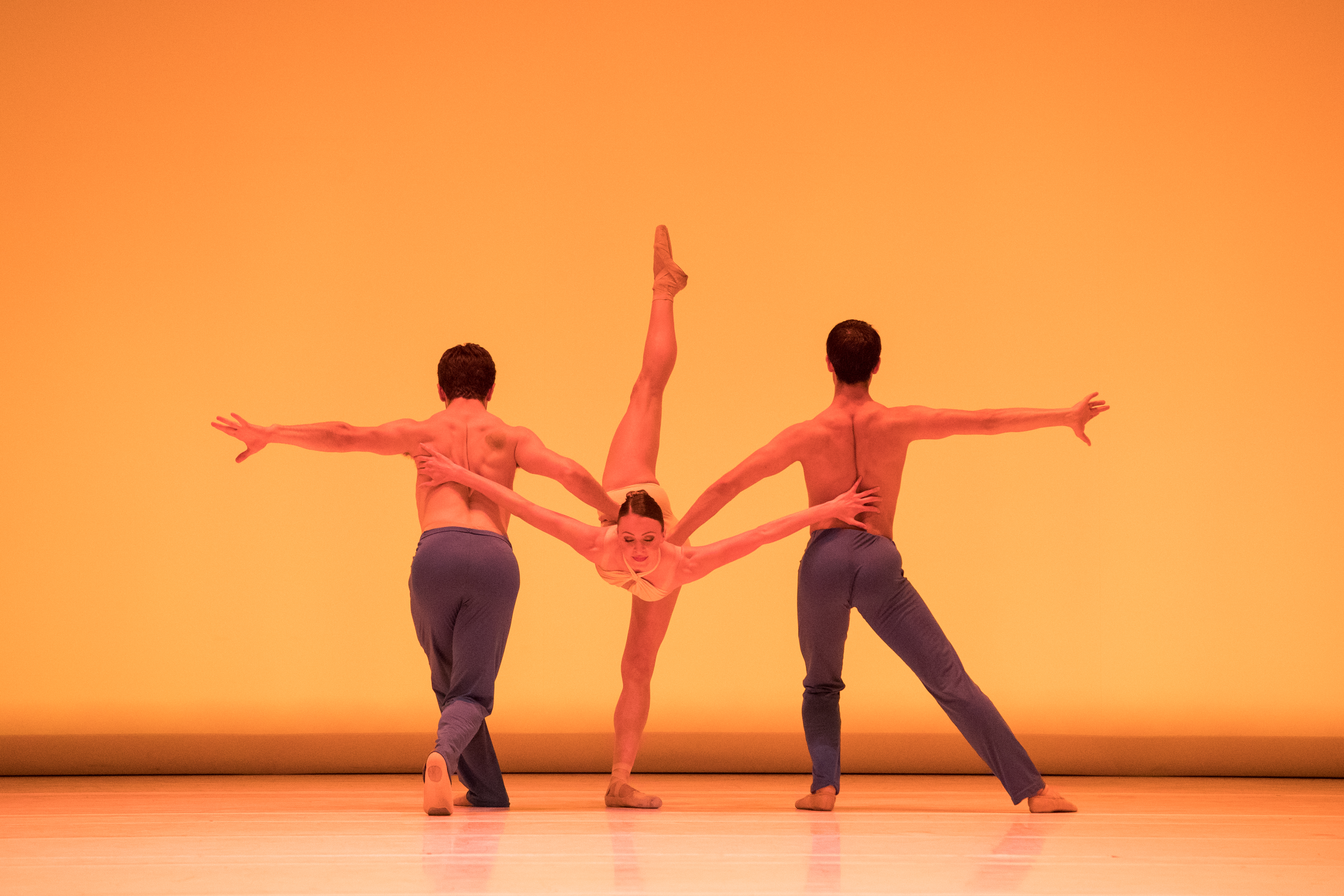
Una imagen de "Pétalo" coreografiada por Helen Pickett

En 1987, Pickett se unió al Ballet de William Forsythe en Fráncfort, donde actuó hasta 1998. Fue miembro del reparto original en muchos trabajos seminales de Forsythe a lo largo de su carrera, incluyendo su personaje hablante, Agnes, en Impressing the Czar en 2005. El interés de Pickett por la interpretación la llevó a Nueva York en 1998, donde se incorporó al The Wooster Group.
Estudió arte dramático durante dos años con Penny Templeton. De 2003 a 2007, colaboró como actriz y coreógrafa con artistas como Eve Sussman, Toni Dove, y Laurie Simmons. También fue miembro de Deep Ellum Ensemble en Dallas, Texas, de 2003 a 2005 bajo la dirección de Matthew Earnest. Pickett fue incluida en la lista "25 para Ver" de Dance Magazine en 2007.
En 2005, Pickett dejó el papel de Agnes en Impressing the Czar. También ha actuado con el Royal Ballet of Flanders desde 2005 hasta 2011, y con la Ópera Estatal sajona en Dresde, Alemania, desde 2013 hasta 2017.

## Coreografías
El debut coreográfico de Pickett fue en 2005 con el Ballet de Boston. Ha coreografiado más de cuarenta ballets internacionales, incluyendo dos obras completas: Camino Real para el Ballet de Atlanta y El Crisol para el Ballet escocés.
Pickett fue coreógrafa residente en el Ballet de Atlanta de 2012 a 2017.
Estos son algunos de los repertorios en los que se han incluido coreografías de Pickett:
- Ballet de Alberta ref>Levesque, Roger (18 de febrero de 2020). «Alberta Ballet unleashes variety of talent in triple bill at Jubilee Auditorium». Edmonton Journal (en inglés). Consultado el 26 de marzo de 2022.</ref>
- Teatro de Ballet americano[13]
- Ballet de Aspen[14]
- Ballet de Atlanta[15]
- Ballet Oeste[16]
- Ballet X[17]
- Ballet de Boston[18]
- Ballet de Charlotte[19]
- Ballet de Cincinnati[20]
- Teatro de baile de Harlem[21]
- Ballet de Kansas City[22]
- Teatro de ballet de Oregón[23]
- Ballet de Philadelphia[24]
- Teatro de ballet de Pittsburgh[25]
- Ballet Real de Flandes
- Ópera Estatal sajona[26]
- Ballet de Escocia[27]
- Ballet Smuin[28]
- Ballet Estatal de Viena[29]

Además, ha coreografiado Les Troyens para la Ópera Lírica de Chicago, y un musical con multimedia, de una noche de duración, Voces del Amazonas.
En 2020, la coreografía de Pickett pivotó hacia una serie de cinco películas creadas y ensayadas enteramente en espacios privados con Zoom. También coreografió una segunda serie de películas, llamadas El Ciclo Shakespeare, completando un total de 11.

## Enseñanza, charlas motivacionales y programas de entrevistas
Pickett ha enseñado técnicas de improvisación Forsythe en colegios y universidades a lo largo de todo Estados Unidos. Es también una oradora motivacional centrada en creatividad reimaginada, apoyo y construcción de comunidades e inclusión. En mayo de 2020, comenzó un programa de entrevistas conocido como Creative Vitality Jam Sessions, en el que ha entrevistado a más de cincuenta y cinco bailarines.
En 2021, se convirtió en codirectora del Programa Contemporáneo Jacob's Pillow.